# Затикі (Ґолдапський повіт)
Затикі (пол. Zatyki, нім. Satticken) — село в Польщі, у гміні Ґолдап Ґолдапського повіту Вармінсько-Мазурського воєводства.
Населення — 63 особи (2011).
У 1975-1998 роках село належало до Сувальського воєводства.

## Демографія
Демографічна структура станом на 31 березня 2011 року:
|          | Загалом | Допрацездатний вік | Працездатний вік | Постпрацездатний вік |
| -------- | ------- | ------------------ | ---------------- | -------------------- |
| Чоловіки | 32      | 13                 | 18               | 1                    |
| Жінки    | 31      | 13                 | 15               | 3                    |
| Разом    | 63      | 26                 | 33               | 4                    |